# Movimento Nossa Pátria
Mi Hazánk Mozgalom (português: Movimento Nossa Pátria) é um partido político húngaro fundado em 2018. Em termos da ideologia do partido, definem-se como radicais nacionais, populistas e eurocépticos, embora muitos analistas os classifiquem como direita radical ou mesmo extrema-direita.

## História
Movimento Nossa Pátria é um ator relativamente novo na cena política húngara. O partido dá grande ênfase ao fortalecimento da identidade nacional húngara, à preservação dos valores tradicionais e à proteção dos interesses húngaros. O partido vê a União Europeia com olhar crítico e apela ao fortalecimento da soberania nacional.
Em 14 de junho de 2018, László Toroczkai informou ao público em uma postagem no Facebook que a Movimento Nossa Pátria foi fundada.
Em 20 de agosto de 2018, na Cerimônia de Fundação do Estado Húngaro realizada em Városliget, em Budapeste, o partido anunciou sua Declaração de Fundação, e no dia seguinte, 21 de agosto de 2018, a Vice-Presidente Dóra Dóra anunciou que o registro judicial do Movimento Nossa Pátria como um partido político era juridicamente aconteceu.

## Resultados eleitorais

### Eleições Parlamentares
Nas eleições parlamentares húngaras de 2022, o partido alcançou 5,88 por cento e conquistou seis mandatos.

### Eleições para oParlamento Europeu
Nas eleições para o Parlamento Europeu de 2019, o partido alcançou o sexto lugar com um resultado de 3,29%.
O partido conquistou um assento no Parlamento Europeu nas eleições para o Parlamento Europeu de 2024, com um resultado de 6,71%.
| Ano  | Número de votos | Participação de votos | Número de mandatos | Grupo do Parlamento Europeu |
| ---- | --------------- | --------------------- | ------------------ | --------------------------- |
| 2019 | 114 156         | 3,29%                 | 21/0               | –                           |
| 2024 | 306 404         | 6,71%                 | 21/01              | Europa das nações soberanas |